# Cois Fharraige
 (juin 2024).
La mise en forme du texte ne suit pas les recommandations de Wikipédia : il faut le « wikifier ».
Les points d'amélioration suivants sont les cas les plus fréquents. Le détail des points à revoir est peut-être précisé sur la page de discussion.
- Les titres sont pré-formatés par le logiciel. Ils ne sont ni en capitales, ni en gras.
- Le texte ne doit pas être écrit en capitales (les noms de famille non plus), ni en gras, ni en italique, ni en « petit »…
- Le gras n'est utilisé que pour surligner le titre de l'article dans l'introduction, une seule fois.
- L'italique est rarement utilisé : mots en langue étrangère, titres d'œuvres, noms de bateaux, etc.
- Les citations ne sont pas en italique mais en corps de texte normal. Elles sont entourées par des guillemets français : « et ».
- Les listes à puces sont à éviter, des paragraphes rédigés étant largement préférés. Les tableaux sont à réserver à la présentation de données structurées (résultats, etc.).
- Les appels de note de bas de page (petits chiffres en exposant, introduits par l'outil «  Source ») sont à placer entre la fin de phrase et le point final[comme ça].
- Les liens internes (vers d'autres articles de Wikipédia) sont à choisir avec parcimonie. Créez des liens vers des articles approfondissant le sujet. Les termes génériques sans rapport avec le sujet sont à éviter, ainsi que les répétitions de liens vers un même terme.
- Les liens externes sont à placer uniquement dans une section « Liens externes », à la fin de l'article. Ces liens sont à choisir avec parcimonie suivant les règles définies. Si un lien sert de source à l'article, son insertion dans le texte est à faire par les notes de bas de page.
- La présentation des références doit suivre les conventions bibliographiques. Il est recommandé d'utiliser les modèles {{Ouvrage}}, {{Chapitre}}, {{Article}}, {{Lien web}} et/ou {{Bibliographie}}. Le mode d'édition visuel peut mettre en forme automatiquement les références.
- Insérer une infobox (cadre d'informations à droite) n'est pas obligatoire pour parachever la mise en page.

Pour une aide détaillée, merci de consulter Aide:Wikification.
Si vous pensez que ces points ont été résolus, vous pouvez retirer ce bandeau et améliorer la mise en forme d'un autre article.
Cois Fharraige (litt. ), précédemment orthographié Cois Fhairrge, est une zone côtière à l'ouest de la ville de Galway, où l'irlandais est la langue prédominante (un gaeltacht). Il s'étend entre Na Forbacha, Barna (en) (Bearna en irlandais), An Spidéal et Indreabhán. Entre 8 000 et 9 000 personnes vivent dans cette zone.

Les Gaeltachtai en Irlande, avec le Cois Fharraige au centre-ouest du pays.

La zone est le plus souvent incluse dans le Connemara, mais certains[Qui ?] disent que le Connemara ne descend pas plus au sud que la côte de la baie de Galway. L'accent du Cois Fharraige est différent de l'accent « Conamara Theas » (sud du Connemara), qui a été défini à une époque où legGaeltacht Cois Farraige n'était pas considéré comme faisant partie du Connemara.
La proportion d'irlandophones varie des 24% de Bearna aux 84% de Cill Chuimín.
Le siège de l'autorité de développement des Gaeltacht Údarás na Gaeltachta est situé à Na Forbacha.
Bearna, un village du gaeltacht, est vu par certains comme une banlieue de Galway à cause de sa proximité, mais il y a toujours des locuteurs de l'irlandais dans son arrière pays, et il maintient son statut de Gaeltacht. La majorité des habitants de An Spidéal parle irlandais, et c'est le centre touristique de la région. Près de Indreabhán se trouve Baile na hAbhann, avec le siège de la chaine de la télévision irlandophone TG4.
| Division électorale | Population | Irlandophones |
| ------------------- | ---------- | ------------- |
| Sliabh et Aonaigh   | 615        | 33% (204)     |
| Béarna              | 2 367      | 24% (586)     |
| Na Forbacha         | 1 211      | 39% (476)     |
| Un Spidéal          | 1 196      | 67% (813)     |
| Cill Aithnin        | 806        | 78% (632)     |
| Sailearna           | 1 241      | 82% (1 028)   |
| Cill Chuimin        | 1 249      | 84% (1 054)   |
| Total               | 8 685      | 55% (4 793)   |